# Afrohelcon maximus
Afrohelcon maximus är en stekelart som först beskrevs av Josef Fahringer 1941.  Afrohelcon maximus ingår i släktet Afrohelcon och familjen bracksteklar. Inga underarter finns listade i Catalogue of Life.